# レシプロエンジン
レシプロエンジン（英語: reciprocating engine）は、往復動機関あるいはピストンエンジン・ピストン機関とも呼ばれる熱機関の一形式である。燃焼熱を取り出す方法によって、外燃式と内燃式に大別される。
燃料の燃焼による熱エネルギーを作動流体の圧力（膨張力）として利用し、まず往復直線運動に変換し、ついでクランクを用いて回転運動の力学的エネルギーとして取り出す原動機である。初期の蒸気機関においてポンプに使われたそれのように、往復運動を直接利用する場合もある。燃焼エネルギーをそのまま回転運動として取り出すタービンエンジンやヴァンケル型ロータリーエンジンと対置される概念でもある。
船舶、自動車、非電化区間向けの鉄道車両、航空機といった乗り物の他、発電機やポンプなどの定置動力にも用いられ、一般的な動力源として広く普及した。20世紀中盤以降、航空機では大排気量・高出力のものからガスタービンエンジンに置き換わり、21世紀に入ると、分野によっては、電動機に置き換わりつつある。

## 歴史

### 往復の作用
往復動型機関の最初の記録は、オランダのクリスティアーン・ホイヘンスが1680年に火薬を使って動力を発生させる考えを発表したものと伝えられている。ベルサイユ宮殿の水役人だったホイヘンスはピストンと真空を熱機関として利用しようとする祖と認められている。ホイヘンスの案はシリンダー（筒）の最下部に燃焼部、最上部にピストンがおかれていた。燃焼部で火薬を燃焼させ、この燃焼により発生した高温の空気が上部の弁から抜けていくだけのものだった。弁は一方通行の不還弁であり、空気が抜けたのちシリンダーが冷えれば内部の圧力が低くなり、当時発見されたばかりの真空の力により最上部のピストンが下降する際に力を及ぼすというものである。当時は火薬の爆発は危険なものとされており、ホイヘンスの考えも真空利用の静粛性が特徴である。当時は内燃と外燃の区別はされず「熱から動力が生み出される」という考えであった。
その後、フランスのアッベ・フォートフュイユやイギリスのモアランドらの創案があるが、これらも試作はされていない。
ピストンエンジンはピストン型蒸気機関の祖といわれるドニ・パパンの蒸気機関で実現した。ドニ・パパンはホイヘンスとも親交があり、ホイヘンスの案を試作し、検証したものの、当時の技術では火薬の燃焼、ピストンや不還弁の製作は難しかった。そのためパパンは直接火薬を燃やすことではなく、外部で発生させた蒸気によって圧力を高める蒸気機関とした。火薬の燃焼の代わりに蒸気を使う点を除けば、ホイヘンスのものと変わらない。
その後、セイヴァリが英国で特許を取得し、1705年になってトーマス・ニューコメンの改良により実用的な蒸気機関となった。ニューコメン蒸気機関は、英国では炭鉱から水を抜き取るための排水ポンプ用途に使用された。
ニューコメンが最初に機関を発明した時代は、その動作は非常に緩慢なものであり、バルブの開閉は人手で行われていた。このバルブ開閉の進歩が蒸気機関の普及を促した。ニューコメンの「大気圧機関 (Atmospheric engine)」のバルブの改良は、バルブの開閉操作員だったハンフリー・ポッター (Humphrey Potter) という少年により1713年にロープや滑車を利用した最初の自動化の工夫がなされ、1718年にヘンリー・バイトン (Henry Beighton) がさらに改良を重ねた。ジョン・スミートンがさらにさまざまな改良を施した。
50年以上もの間改良されながら1770年頃まで広く使われていたニューコメン式の蒸気機関であったが、ここまでの蒸気機関は、往復運動をそのまま直線的動力として利用するものであり、しかもその力は往復以前に往だけの片道通行の利用だった。

### 回転の作用
ジェームズ・ワットは根本的に改良を加えた往復動蒸気機関を考案し、1769年に英国で特許を取得した。これは本格的な回転動力の実用化に至る道でもあった。
ピストンの往復の動きを回転運動として利用した最初のエンジンは、ワットの特許と同年の1769年、フランスで考案された蒸気動力の牽引車、キュニョーの砲車である。これはピストンロッドの先のクランクにラチェットを用いて回転運動に変換するものだった。
次いで英国でワットの元で働いていたウィリアム・マードックが遊星ギアを利用して回転運動を得ることを着想し、蒸気自動車を作成した。この往復運動を回転運動にする特許はマードックではなくワットが取得している。ワットらはクランクシャフトを利用したかったが、同時期に特許がすでに取得されており、その使用にはワットの蒸気機関の特許との交換条件を持ち出されたために使用しなかった。遊星ギアはクランクシャフトに比べて往復運動から回転運動への変換効率が低く、ワットは後年、特許使用可能になったクランクシャフト方式に乗り換えている。
1801年にトレビシックが蒸気自動車を製作し運転した。トレビシックはさらに1804年に世界最初の蒸気機関車を制作し、試運転を行っている。
1820年、イギリスのW・セシルが水素ガスを燃料とした真空利用の大気圧機関を製作し、60rpm（回転/分）の動きを実現した。爆発時の騒音が問題となったがこれが世界最古のガス機関として認められている。しかし当時は蒸気機関の実用化が盛んな時期であり、ガスエンジンはその後の研究があまり進まなかった。
イギリスでは続いて発明家のサミュエル・ブラウンが、1823年にガス真空機関（真空エンジン、用気エンジン）の開発に成功。内燃機関だったが、爆発の後に生じる真空によりピストンを引き戻すことにより往復運動をおこなうものであり、大気圧利用という点ではトーマス・ニューコメンの蒸気機関そのままの原理であった。1825年には車両に載せられ、この真空機関付き自動車は1826年の試運転で10.5分の1の勾配（約5 °26 ′）をたやすく登った。1827年にはテムズ川で船に真空エンジンを載せて公式試運転を行い、11 - 13 kmを記録している。これらの実績によりブラウンは内燃機関の歴史において功績が認められており、また、ブラウンのエンジンは実用になった最初のガス機関と認められている。もっとも、当時は蒸気機関全盛の時代であり、普及には至っていない。
1833年には、イギリスのW.L.ライトがガス爆発機関の特許を取得している。実際に製作されたかどうかは確認されていないが、後年、ガス爆発機関としてはこの設計は完璧であり、製作されていればブラウン以上の能力が出せたと評価されている。
ウィリアム・バーネットは1838年に2サイクル圧縮型エンジンと独自の点火プラグを開発した。
イタリアのバルサンチとマテゥチは1855年に世界初のフリー・ピストン・エンジンを創案する。爆発により上方に上がったピストンが重力により落下することを利用したもので、動力はピストンのコネクティングロッドからラチェット付きで一方向回転するギアを使って取り出した。極めて騒々しく、振動も激しかったが、内燃機関の点火自体が不安定だった時代にはこれでも比較的効率が良かった。

### 往復動型内燃機関の実用化
フランスでルノアールが1860年にガスエンジンを商用化し、大型化が必然的で大規模工場でなければ使えなかった当時の蒸気機関に比べてコンパクトで軽便であったため、中規模工場などでも一般に使用されるようになった。当時の先進国の都市で普及しつつあったガス燈用の石炭乾留ガス配管を利用して、燃料供給インフラストラクチャーの面も解決したことが優れており、1860年は内燃機関の本格的な実用化の年とされる。
ルノアール・エンジンは往復動の2ストローク内燃機関であるが、圧縮行程が事故の危険を伴うと危惧したルノアールの意図によって無圧縮の設計であった。このためエンジンとしての効率は低く、実用内燃機関の先駆ではあったが本格的な内燃機関の祖とは言い難い面もある。日本の内燃機関研究者の富塚清は「内燃機関の歴史」で「多少気の毒」と評している。ルノアールは自動車も製作し、走行試験を行い、またセーヌ川でのモーターボート動力にも使用されたが、無圧縮型のガス燃料機関という効率の低さと燃料供給の制約から、工場等の定置動力以外では成功しなかった。
ルノアールのエンジン以前にはさまざまな案が試されていたが、ルノアールの商業的成功により明確な指標ができたため、内燃機関の研究が急速にすすむことになった。
1862年、フランスのボー・ド・ロシャが、内燃機関としての4ストロークエンジンを提唱した。1867年、ドイツでニコラス・オットーとオイゲン・ランゲンがフリー・ピストン機関（de:Flugkolbenmotor）を製作する。1873年、アメリカでブレートンが新型を開発。ブレートン機関とよばれる。
1876年、オットーは後年のレシプロ式ガソリンエンジンの直接の祖型となる4ストローク式ガスエンジンを完成させた。

### 20世紀以降

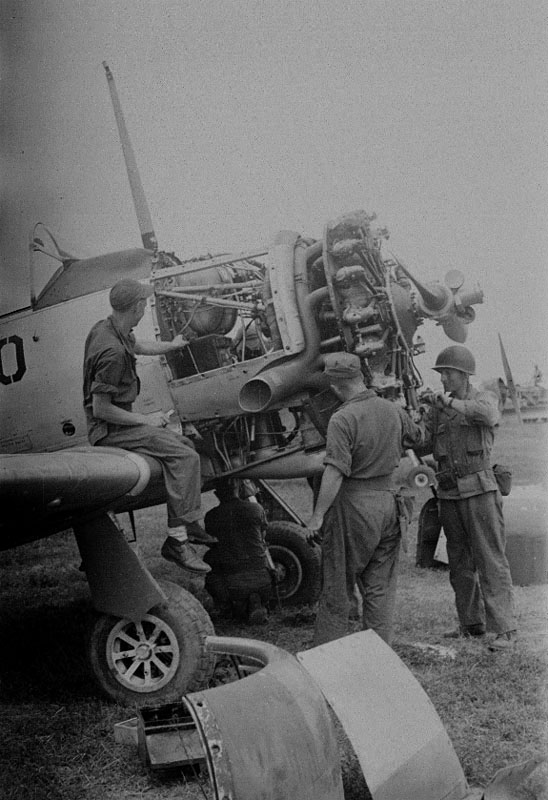
T-6に搭載された星型レシプロエンジン（1950年撮影）

20世紀になって実用化がなされた航空機の発達はレシプロエンジンと共にあり、1950年代の後半までは飛行機のエンジンといえば、レシプロエンジンといわれていた。航空機の性能（最大速度や上昇力）はエンジンによってほぼ決定されるため、各国はより高性能の航空機を作りあげるために高性能なエンジンを必要とした。そのためにエンジンの性能をあげるためのさまざまな研究は第一次世界大戦から第二次世界大戦においてその多くがなされている。戦後になると大出力の航空機用エンジンは、高出力プロペラ機用ターボプロップエンジンを含むジェットエンジンに切り替わり、現代では「レシプロ」は小型プロペラ機の代名詞ともなっている。
船舶においては、20世紀初頭までは蒸気機関のレシプロエンジンが主流であったが、外燃機関の蒸気タービンエンジンや内燃機関のレシプロエンジンの実用化とともに、徐々にそれらに置き換えられていった。現在では民間用途としてはディーゼルの内燃レシプロエンジンが主流となっている。軍艦ではガスタービンエンジンと蒸気タービンエンジン（原子力動力の場合）の採用率が高いが、内燃レシプロエンジン（ガスタービンとの併用を含む）も一定数採用されている。また大型スターリングエンジンが非大気依存推進機関として少数の通常動力型潜水艦に搭載されている。一部の魚雷は、内燃式・外燃式（オットー燃料IIなどを使用）斜板機関をエンジンとしている。
鉄道車輛においては、20世紀の前半期を通じて蒸気機関のレシプロエンジンを搭載する蒸気機関車が主流であったが、電化区間では電気機関車や電車に、非電化区間および両区間の直通用では内燃レシプロエンジンを搭載するディーゼル機関車や気動車に、それぞれ置き換えられた。ガスタービンエンジンはターボ・エレクトリック方式では実用例があるが、その最盛期はオイルショック以前で、また、日本の国鉄のようにガスタービンを直接動力源とする車両は実用化されておらず、電気式、液体式、機械式のいずれでもディーゼルエンジンが大勢を占めている。熱効率の低い蒸気機関車も、僅かながら保存鉄道（産業遺産）としての運行は続いている。
自動車においては、最初期に電気自動車や蒸気自動車が検討・試作されたものの、その歴史を通じて内燃レシプロエンジンが主流である。一時期ロータリーエンジンの採用が各社で検討されたが、結局は主流とならなかった。またガスタービンエンジン駆動の自動車も、一部戦車を除き実用化には至っていない。電気自動車は特殊用途に限られていたが、近年は再び一般向として市販される例が増えている。しかしこれが主流となりレシプロエンジン車を置き換えていくかどうかは未知数である。
発電機やポンプなどの定置動力としては、20世紀初頭は蒸気レシプロエンジンが主流であり、他に選択肢が無い状況であった。その後、それ以外の動力機関が普及していき、蒸気レシプロエンジンは完全に廃れている。発電など大規模用途としては蒸気タービンが主流であるが、それ以外では内燃レシプロエンジンが主流となっている。ただ、20世紀末よりマイクロガスタービンを含むガスタービンエンジンが伸長しており、内燃レシプロエンジンを置き換えつつある。
なお、上述の通り最初期のレシプロ蒸気機関は、直線的動力として利用するもの、かつ往だけの片道通行の利用だった。航空母艦用の蒸気カタパルトは、現代においてはこれに相当するものであるが、将来的にはリニアモーター式の開発も進められている。
またディーゼルハンマー式杭打ち機は、21世紀初頭現在でも生産され続けている現役の、2ストローク単気筒フリーピストンディーゼルエンジン製品である。

## レシプロエンジンの仕組み
シリンダー内の動作流体（水蒸気や燃焼ガスなど）の加熱方法により外燃機関のレシプロエンジンと、内燃機関のレシプロエンジンの二つに大きく分類される。それぞれの仕組みの概略は以下のようになる。

### 外燃機関のレシプロエンジン
外燃機関のレシプロエンジンには蒸気機関やスターリングエンジンがある（詳細はそれぞれの項目を参照）。
蒸気機関では高温の蒸気を駆動に使う。初期はトーマス・ニューコメンが作った大気圧の負圧を利用する方法がある。当時から高い蒸気圧を利用することは考えられていたが、まだ工作技術が十分でなかった頃はそれに耐えうるボイラーを作ることができなかったため負圧を利用していた。
ニューコメンの蒸気機関は効率が悪かったため、それをジェームズ・ワットが復水器を組み合わせて使うことで効率を上げ、産業革命の原動力となり、石炭を当時の主要なエネルギー源にした。
ワットが老いた頃は工作技術も上がり、高い圧力に耐えられるボイラーやシリンダーが作られる。するとその効率の良さから、負圧を使った蒸気機関ではなく、そちらを用いて蒸気自動車や蒸気機関車が広まった。
また、蒸気圧を高めて使う蒸気機関が現れて間もない頃は、シリンダーが蒸気圧に耐えられず爆発する事故が相次いだ。これを見たスコットランドの牧師ロバート・スターリングはより安全な熱機関を作ろうと、外燃レシプロ機関のスターリングエンジンを考案した。高出力には向かないが、理論上は非常に高い熱効率を持つ。ただし一般動力機関としては扱いにくい面もあってほとんど普及しておらず、むしろ空調等を目的に熱を移動させるヒートポンプシステムの分野でその原理が広く応用されている。

### 内燃機関のレシプロエンジン

内燃機関の例
（DOHC4ストロークエンジン）
(1)吸入
(2)圧縮
(3)燃焼・膨張
(4)排気

動作の仕組みはおよそ以下のようになり、これを繰り返す、すなわちピストンが往復動することで、エンジンは連続的に回転動力を出力する。
外部からは、ガソリンやプロパンガス、軽油、アルコール等の燃料と、それに対し適当な量の空気とをエンジン内部へ供給する。液体の燃料は、気化しやすいように微粒化（霧化）しながら使用される。まず、シリンダー内に吸入した空気を、ピストンにより圧縮する。その圧縮空気中で燃料に何らかの方法で着火し、シリンダー内で急速に（時には爆発的に）燃焼させる。充分な強度を持つシリンダー内で、高温高圧の燃焼ガスが膨張してピストンを押し出す力となる。この力を受けたピストンの直線的な運動を、コネクティングロッド（コンロッド）とクランクシャフトとにより回転運動に変える。燃焼ガスは充分に膨張したのち、外部に排気される。
内燃機関のレシプロエンジンは様々に分類されるが、主な分類法を列記すると以下のようなものがある。

#### 点火・着火方法による分類
- 火花点火機関
- 圧縮着火機関
- 熱面着火機関
  - 焼玉機関
  - グローエンジン

他にガスタービンエンジンのターボ圧縮機とタービンを、往復動圧縮機とピストン式圧力モーターに置き換えた、連続燃焼式も理論上ある。

#### 作動方式（行程数）による分類
- 2ストローク機関
- 4ストローク機関
- 6ストローク機関

#### 気筒配置・気筒数による分類
一般に気筒の配置と数とを組み合わせて呼称される。例えば直列配置の4気筒は「直列4気筒」、星型配置の14気筒であれば「星型14気筒」などと呼ばれる。
|        | 直列                | V型 (狭角V、倒立V) | 水平対向          | 星型                 | W型       | X型 | U型       | H型 | その他           |  |
| ------ | ------------------- | ------------------ | ----------------- | -------------------- | --------- | --- | --------- | --- | ---------------- |  |
| 単気筒 |                     |                    |                   |                      |           |     |           |     | 回転型           |  |
| 2気筒  | 直列                | V型                | 水平対向、 回転型 |                      |           |     | タンデム2 |     | 斜板機関         |  |
| 3気筒  | 直列 、対向ピストン | V型                |                   |                      | W型       |     |           |     |                  |  |
| 4気筒  | 直列                | V型、狭角V型       | 水平対向          |                      |           |     | スクエア4 | H型 |                  |  |
| 5気筒  | 直列、対向ピストン  | V型、狭角V型       |                   | 星型、回転型         |           |     |           |     |                  |  |
| 6気筒  | 直列、対向ピストン  | V型、狭角V型       | 水平対向          |                      |           |     | U型       |     |                  |  |
| 7気筒  |                     |                    |                   | 星型、回転型         |           |     |           |     |                  |  |
| 8気筒  | 直列                | V型                | 水平対向          |                      | WR型      | X型 | U型       | H型 |                  |  |
| 9気筒  | 直列                |                    |                   | 星型、回転型         |           |     |           |     | 三角対向ピストン |  |
| 10気筒 | 直列                | V型                | 水平対向          |                      |           |     |           |     |                  |  |
| 11気筒 |                     |                    |                   | 回転型               |           |     |           |     |                  |  |
| 12気筒 | 直列                | V型、倒立V型       | 水平対向          |                      | W型、WR型 |     | U型       |     |                  |  |
| 14気筒 | 直列                |                    |                   | 二重星型、二重回転型 |           |     |           |     |                  |  |
| 16気筒 |                     | V型                | 水平対向          |                      | WR型      | X型 | U型       | H型 |                  |  |
| 18気筒 |                     | V型                |                   | 二重星型、二重回転型 | W型       |     |           |     | 三角対向ピストン |  |
| 20気筒 |                     | V型                |                   |                      |           |     |           |     |                  |  |
| 24気筒 |                     | V型                |                   |                      |           | X型 | U型       | H型 |                  |  |
| 28気筒 |                     |                    |                   | 四重星型             |           |     |           |     |                  |  |
| 42気筒 |                     |                    |                   | 六重星型             |           |     |           |     |                  |  |
| 56気筒 |                     |                    |                   | 八重星型             |           |     |           |     |                  |  |

#### バルブやカムの種類・配置による分類
- ポペットバルブ
  - SV（サイドバルブ）
  - OHV（オーバーヘッドバルブ）
    - OHC（オーバーヘッドカムシャフト）
      - SOHC（シングルオーバーヘッドカムシャフト）
      - DOHC（ダブルオーバーヘッドカムシャフト）

    - デスモドロミック
- スリーブバルブ
- ピストンバルブ
- リードバルブ
- ロータリーバルブ

## 構成要素・補機
- 燃料噴射装置（インジェクター）
- 噴射ポンプ（ディーゼルエンジン用）
- 弁装置・動弁機構（上述）
- シリンダー
  - シリンダーヘッド
  - シリンダーブロック
  - シリンダーライナー
- ピストン
- コネクティングロッド
- クランクシャフト